# Rosids
Rosids is de naam die in het APG IV-systeem van classificatie van planten die behoren tot de bedektzadigen, en in de voorgangers daarvan: het APG II-systeem, het APG III-systeem, gebruikt wordt voor een clade.
De clade 'rosids' vormt het grootste deel van de bovenliggende clade 'superrosids', naast enkele basale ordes. Het is een van de twee hoofdgroepen in de 'eudicots': de andere hoofdgroep heet 'superasterids' met als belangrijkste clade de 'asterids'. De naam 'rosids' (meervoud, zonder hoofdletter) is niet bedoeld als formele wetenschappelijke naam, in de zin van de ICBN. De 23ste editie van de Heukels vertaalt deze naam als "Rosiden".
In zijn totale omgrenzing omvat deze groep zo ongeveer alle planten die in het Cronquist systeem (1981) deel uitmaakten van de Dilleniidae, Hamamelididae en Rosidae. Binnen de 'rosids' zijn, naast enkele basale groepen de twee hoofdgroepen de clades van de 'fabids' en 'malvids', ook wel: 'eurosids I', resp. 'eurosids II'.
| - 'angiosperms', bedektzadigen, Angiospermae - basale 'angiosperms' - - 'magnoliids', magnoliiden (Magnoliopsida) - Chloranthales - - 'monocots' (Monocotyledoneae) - 'eudicots' (Asteropsida) (Dicotyledoneae) - basale 'eudicots' - - 'superrosids' - basale 'superrosids' - rosids, rosiden - basale 'rosids' - - 'fabids' (fabiden) - 'malvids' (malviden) - 'superasterids' - basale 'superasterids' - 'asterids', (asteriden) - basale 'asterids' - - 'lamiids' (lamiiden) - 'campanulids' (campanuliden) |
| polyfyletische groep |

## Heukels (2005)
In de 23e druk uit 2005 van de Nederlandstalige flora Heukels wordt de term Rosiden (met een hoofdletter) gebruikt voor deze groep planten. De bedoelde groep is een clade, Aangezien de Heukels uit 2005 is gebaseerd op de nog te verschijnen 3e druk van The Plant-book was niet helemaal zeker hoe de groep eruit ging zien, maar op dat moment werd het volgende aangenomen:
- clade Rosiden
basale familie van de Rosiden:
familie Picramniaceae
orde Crossosomatales
orde Geraniales
orde Myrtales
orde Vitales
clade Fabiden
clade Malviden

Dit zou dan een verdere ontwikkeling zijn op de samenstelling in APG II (2003), die als volgt is (zes families, drie ordes en twee clades):
- clade rosids
basale familie van de 'rosids':
familie Aphloiaceae
familie Geissolomataceae
familie Ixerbaceae
familie Picramniaceae
familie Strasburgeriaceae
familie Vitaceae
orde Crossosomatales
orde Geraniales
orde Myrtales
clade eurosids I [= Fabiden]
clade eurosids II [= Malviden]

De APWebsite plaatst de eerstgenoemde vijf families in de orde Crossosomatales, terwijl de familie Vitaceae een eigen orde Vitales gaat vormen, zodat de groep er uit zou komen te zien als boven aangegeven.